# Єлховець
Є́лховець (болг. Елховец) — село в Смолянській області Болгарії. Входить до складу общини Рудозем.

## Населення
За даними перепису населення 2011 року у селі проживали 1105 осіб.
Національний склад населення села:
| Національність   | Кількість осіб | Відсоток |
| ---------------- | -------------- | -------- |
| болгари          | 817            | 94,2%    |
| інша             | 26             | 3,0%     |
| Всього відповіли | 867            |          |

Розподіл населення за віком у 2011 році:
Динаміка населення: